# Manuel Ramírez (Fußballspieler)
Manuel Ramírez Avendaño war ein chilenischer Fußballspieler. Der Stürmer absolvierte sieben Länderspiele für Chile und erzielte dabei drei Tore. 

## Karriere

### Verein
Auf Vereinsebene spielte Manuel Ramírez von 1922 bis 1925 für den Verein Centro de Torneros aus Talcahuano im Süden Chiles. 1926 folgte der Wechsel des Stürmers zum Ligakonkurrenten The Commercial.

### Nationalmannschaft
Manuel Ramírez debütierte beim Campeonato Sudamericano 1922 in Brasilien bei der 0:4-Niederlage gegen Argentinien. Bei dem Turnier absolvierte er zwei Spiele, Chile wurde mit einem Punkt aus vier Spielen Turnierletzter. Bei seiner zweiten Südamerikameisterschaft 1926 erzielte Ramírez beim ersten Länderspielsieg Chiles überhaupt den 1:1-Ausgleichstreffer in der 10. Spielminute gegen Bolivien. Er kam noch zu zwei weiteren Turniereinsätzen, darunter beim 5:1-Erfolg über Paraguay. Dort erzielte der Offensivakteur die Tore zum zwischenzeitlichen 2:1 und zum 5:1-Endstand. Chile gelang mit dem dritten Platz der fünf Teams die bislang beste Turnierplatzierung. Sein siebtes und letztes Länderspiel absolvierte Ramírez bei der 2:3-Niederlage im Freundschaftsspiel im Dezember 1927 gegen 
Uruguay.